# Шумелёв, Александр Прокопьевич
Александр Прокопьевич Шумелёв (07.09.1913 — 19.04.1945) — командир взвода артиллерийского дивизиона 22-й гвардейской мотострелковой бригады 6-го гвардейского танкового корпуса, гвардии младший лейтенант. Герой Советского Союза.

## Биография
Родился 7 сентября 1913 года в деревне Большая Ноля, ныне Медведевского района Республики Марий Эл.
В 1935—1937 годах служил в войсках НКВД СССР. Участник Великой Отечественной войны с декабря 1941 года. Окончил КУКС при Смоленском артиллерийском училище (эвакуированном в Ирбит) в 1942 году. На фронте с декабря 1942 года. Воевал на Воронежском, Брянском, Центральном, 1-м Украинском фронтах.
В числе первых переправился через Днепр в районе села Григоровка 25 сентября 1943 года.
Указом Президиума Верховного Совета СССР «О присвоении звания Героя Советского Союза генералам, офицерскому, сержантскому и рядовому составу Красной Армии» от 10 января 1944 года за «образцовое выполнение боевых заданий командования на фронте борьбы с немецко-фашистскими захватчиками и проявленные при этом отвагу и геройство» удостоен звания Героя Советского Союза с вручением ордена Ленина и медали «Золотая Звезда».
Погиб 19 апреля 1945 года. Похоронен в братской могиле в городе Фетшау.
Награждён орденами Ленина, Отечественной войны 2-й степени, медалью «За отвагу».